# Reprezentacja Tonga w piłce nożnej mężczyzn
Reprezentacja Tonga w piłce nożnej należy do FIFA od 1994. Jest jedną z najsłabszych drużyn tej organizacji, jak również swego kontynentu. Nigdy nie zdołała zakwalifikować się do mistrzostw świata, ani Pucharu Narodów Oceanii.
Tonga zajmuje obecnie 10. miejsce w Oceanii (lipiec 2021).

## Udział wMistrzostwach Świata
- 1930 – 1970 – Nie brało udziału (było brytyjskim protektoratem)
- 1974 – 1994 – Nie brało udziału (nie było członkiem FIFA)
- 1998 – 2022 – Nie zakwalifikowało się

## Udział wPucharze Narodów Oceanii
- 1973 – 1980 – Nie brało udziału
- 1996 – 2016 – Nie zakwalifikowało się